# Robin Voisine
Robin Yves Maurice Voisine (* 7. April 2002 in Nantes) ist ein französischer Fußballspieler.

## Karriere

### Verein
Voisine begann seine Karriere beim Orvault RC. Zur Saison 2012/13 wechselte er in die Jugend des FC Nantes. Zur Saison 2021/22 rückte er in den Kader der Reserve von Nantes. Im April 2022 stand der Verteidiger dann auch erstmals im Profikader des Erstligisten, zu einem Einsatz für Nantes sollte er aber nie kommen. In der Saison 2021/22 absolvierte er für Nantes B 23 Spiele in der National 2. In der Saison 2022/23 kam er zu 24 Einsätzen in der vierten Liga, aus der er mit dem Team aber abstieg. In der Saison 2023/24 machte er dann 24 Fünftligaspiele.
Zur Saison 2024/25 wechselte Voisine zum österreichischen Zweitligisten SC Austria Lustenau, bei dem er einen bis 2026 laufenden Vertrag erhielt. Sein Debüt in der 2. Liga gab er im August 2024, als er am ersten Spieltag jener Saison gegen den SV Lafnitz in der Startelf stand.

### Nationalmannschaft
Voisine spielte zwischen Februar und März 2019 viermal für die französische U-17-Auswahl. Zwischen Mai und Juni 2022 spielte er zweimal im U-20-Team.